# Сламени пелети
Сламените пелети са вид биогориво, произведено от слама, която представлява отпадъчен материал след отстраняването на зърното и плявата на житни растения и бобови култури. Този тип пелети се характеризира с висока енергийна ефективност и ниска цена.

## Производство
Сламата е земеделски продукт, образуван от изсъхналите стъбла на различните житни растения, след като се отстранят зърното и плявата. Счита се, че съставлява около петдесет процента от целия добив на зърнени култури, като царевица, пшеница, ечемик, ориз, овес. Оставена да съхне, сламата отделя вредни газове като метан, но чрез производството на сламени пелети, този проблем може да бъде решен. От друга страна, фактът, че потреблението на енергия в световен мащаб се покачва ежегодно, което съответно покачва и цените на енергийните продукти, прави използването на сламени пелети все по-търсено и по-предпочитано.

### Основни стъпки при производство на сламени пелети
- Сламата се нарязва на по-малки парчета и се раздробява на прах
- Загрява се до +110 °C, при което се унищожават всички бактерии
- Пресоват се и се охлаждат
- Чрез филтри се почиства прахът, като по този начин те стават антиалергични
- Опаковане

### Като краен продукт, сламените пелети имат следните параметри
- Диаметър: 5 – 10 мм
- Дължина: 10-40 мм
- Относителна влажност: 8-11%
- Плътност: 550-770 г/л

Относителната влажност на сламените пелети е по-ниска от тази на дървесните, поради което изразходваната енергия за производството им е по-малка.

## Характеристики
Сламените пелети имат много ниска температура на разтапяне на пепелта, поради което е нужно да се изгарят само в специално пригодени за това котли и горелки. В противен случай, изгарянето им в неприспособени за целта горелки, може да ги повреди.
Сламата се характеризира с висока калоричност и ниско съдържание на влага. След като тя бъде пелетизирана, калоричността бива около 18-20 MJ / кг, като съдържанието на пепел е под 2-3%.
При гниенето си, сламата отделя парникови газове, като метан например. В същото време, при горене, сламата отделя точно толкова въглероден диоксид, колкото и растението е усвоило от въздуха за нейното изграждане.
По-долу е представена сравнителна таблица с цените на най-често използваните горива:
| Гориво              | Цена       | Енергийна плътност | Цена Kwh при КПД 100% | КПД при изгаряне | Цена на Kwh реално усвоена енергия |
| Ел. Енергия         |            |                    | 0,23 лв/KWh           | 100%             | 0,23 лв/KWh                        |
| Термопомпа/климатик |            |                    | 0,23 лв/KWh           | 300,00%*         | 0,077 лв/Kwh                       |
| Природна газ        |            |                    | 0,091 лв/Kwh          | 97,00%           | 0,094 лв/Kwh                       |
| Въглища             | 350лв/тон  | 6 Mwh/t            | 0,06 лв/Kwh           | 70,00%           | 0,086 лв/Kwh                       |
| Брикети             | 290лв/тон  | 5 Mwh/t            | 0,058 лв/Kwh          | 70,00%           | 0,08 лв/Kwh                        |
| Дърва               | 190 лв/тон | 3,9 Mwh/t          | 0,048 лв/Kwh          | 70,00%           | 0,068 лв/Kwh                       |
| Дървени пелети      | 500 лв/тон | 4,9 Mwh/t          | 0,1 лв/Kwh            | 85,00%           | 0,12 лв/Kwh                        |
| Агро пелети (слама) | 180 лв/тон | 4,49 Mwh/t         | 0,04 лв/Kwh           | 85,00%           | 0,047 лв/Kwh                       |

* При термопомпа въздух/въздух COP при температура над 5 °C
Пелетирането на слама увеличава нейната обемна плътност като по този начин се улеснява нейното съхранение и се намаляват транспортните разходи. Енергията, съдържаща се в сламата е силно концентрирана за получаване на гориво с много добри горивни качества, калории и минимално количество пепел. Пепелта от изгаряне на пелетите може да се използва като минерални торове, заради високото си съдържание на елементи от съществено значение за растежа на растенията.